# Eriko Hara
Eriko Hara (原 えりこ Hara Eriko?) es una intérprete de voz japonesa, más conocida como seiyū. Nació como Setsuko Matsushita (松下 節子 Matsushita Setsuko?) el 1 de noviembre de 1959, y actualmente trabaja para Arts Vision.

## Anime
- Tokimeki Tonight: Ranze Eto.
- Kimagure Orange Road: Hikaru Hiyama.
- Slam Dunk: Ayako.
- Sailor Moon: Sailor Iron Mouse/Chuuko Nezu (Sailor Stars), Unazuki Furuhata (solo en el S).
- Mobile Suit Gundam ZZ: Elle Vianno.
- Blue Comet SPT Layzner: Rei.